# Aeolidioidea
Aeolidioidea – nadrodzina ślimaków nagoskrzelnych (Nudibranchia).

## Podział systematyczny
Do nadrodziny Aeolidioidea należą następujące rodziny:
- Aeolidiidae Gray, 1827
- Babakinidae Roller, 1973
- Facelinidae Bergh, 1889
- Flabellinidae Bergh, 1889
- Flabellinopsidae Korshunova, Martynov, Bakken, Evertsen, Fletcher, Mudianta, Saito, Lundin, Schrödl & Picton, 2017
- Glaucidae Gray, 1827
- Myrrhinidae Bergh, 1905
- Notaeolidiidae Eliot, 1910
- Piseinotecidae Edmunds, 1970
- Pleurolidiidae Burn, 1966